# 키릴 나밥킨
| 이 사람의 이름은 동슬라브어군 이름입니다. 첫 번째 성은 나바브킨 이며 부칭은 아나톨리예비치 입니다. |

키릴 아나톨리예비치 나밥킨(러시아어: Кирилл Анатольевич Набабкин, 1986년 9월 8일, 중앙 연방관구 모스크바 ~)은 러시아의 축구 선수로, 현재 러시아 프리미어리그의 CSKA 모스크바에서 활약하고 있다. 그는 주로 중앙 수비수를 맡지만, 이전에 좌측 수비나 우측 수비를 맡기도 했다.

## 경력
나밥킨은 모스크바의 유소년부를 졸업했다. 2009년 12월, 그는 친정을 떠나 같은 지역의 경쟁 구단인 CSKA 모스크바로 이적했다. 그는 자유 이적으로 둥지를 옮겼다.
2020년 8월 7일, 나밥킨은 CSKA 모스크바와 계약을 1년 연장했다. 2021년 7월 19일, 나밥킨은 CSKA 모스크바와의 계약을 1년 더 연장했다. 2022년 5월 20일, 나밥킨은 2022-23 시즌까지 계약을 연장했다. 2023년 6월 17일, 그는 2023-24 시즌까지 계약을 연장했다.

## 국가대표팀 경력
2012년 5월 25일, 그는 러시아 국가대표팀으로 처음 차출되었는데, 낙마한 로만 시시킨을 대신하여 유로 2012 최종 명단에 이름을 올렸다. 2012년 6월 1일, 그는 이탈리아와의 친선경기에서 국가대표팀 신고식을 치렀다. 4년 동안 국가대표팀에 출전하지 않던 그는 2018년 11월에 독일과 스웨덴과의 경기를 앞두고 다시 국가대표팀에 차출되었다.

## 경력 통계

### 클럽
2023년 11월 29일 기준
| 구단          | 시즌      | 리그                | 리그 | 리그 | 컵   | 컵 | 대륙 | 대륙 | 기타 | 기타 | 합계 | 합계 |
| 구단          | 시즌      | 리그명              | 출장 | 골   | 출장 | 골 | 출장 | 골   | 출장 | 골   | 출장 | 골   |
| ------------- | --------- | ------------------- | ---- | ---- | ---- | -- | ---- | ---- | ---- | ---- | ---- | ---- |
| 모스크바      | 2005      | 러시아 프리미어리그 | 7    | 0    | 2    | 0  | -    | -    | -    | -    | 9    | 0    |
| 모스크바      | 2006      | 러시아 프리미어리그 | 6    | 0    | 2    | 0  | -    | -    | -    | -    | 8    | 0    |
| 모스크바      | 2007      | 러시아 프리미어리그 | 8    | 0    | 4    | 0  | -    | -    | -    | -    | 12   | 0    |
| 모스크바      | 2008      | 러시아 프리미어리그 | 15   | 0    | 1    | 0  | 4    | 0    | -    | -    | 20   | 0    |
| 모스크바      | 2009      | 러시아 프리미어리그 | 28   | 0    | 4    | 0  | -    | -    | -    | -    | 32   | 0    |
| 모스크바      | 합계      | 합계                | 64   | 0    | 13   | 0  | 4    | 0    | -    | -    | 81   | 0    |
| CSKA 모스크바 | 2010      | 러시아 프리미어리그 | 13   | 0    | 0    | 0  | 4    | 0    | 0    | 0    | 17   | 0    |
| CSKA 모스크바 | 2011–12   | 러시아 프리미어리그 | 34   | 0    | 4    | 0  | 9    | 0    | 1    | 0    | 48   | 0    |
| CSKA 모스크바 | 2012–13   | 러시아 프리미어리그 | 19   | 0    | 5    | 0  | 2    | 0    | -    | -    | 26   | 0    |
| CSKA 모스크바 | 2013–14   | 러시아 프리미어리그 | 17   | 0    | 0    | 0  | 5    | 0    | 1    | 0    | 23   | 0    |
| CSKA 모스크바 | 2014–15   | 러시아 프리미어리그 | 21   | 1    | 3    | 0  | 2    | 0    | 1    | 0    | 27   | 1    |
| CSKA 모스크바 | 2015–16   | 러시아 프리미어리그 | 13   | 2    | 4    | 0  | 6    | 0    | -    | -    | 23   | 2    |
| CSKA 모스크바 | 2016–17   | 러시아 프리미어리그 | 7    | 0    | 1    | 0  | 2    | 0    | 0    | 0    | 10   | 0    |
| CSKA 모스크바 | 2017–18   | 러시아 프리미어리그 | 19   | 0    | 1    | 0  | 6    | 1    | -    | -    | 26   | 1    |
| CSKA 모스크바 | 2018–19   | 러시아 프리미어리그 | 25   | 0    | 1    | 0  | 6    | 0    | 1    | 0    | 33   | 0    |
| CSKA 모스크바 | 2019–20   | 러시아 프리미어리그 | 13   | 0    | 2    | 0  | 1    | 0    | -    | -    | 16   | 0    |
| CSKA 모스크바 | 2020–21   | 러시아 프리미어리그 | 3    | 0    | 0    | 0  | 0    | 0    | -    | -    | 3    | 0    |
| CSKA 모스크바 | 2021–22   | 러시아 프리미어리그 | 16   | 0    | 3    | 0  | -    | -    | -    | -    | 19   | 0    |
| CSKA 모스크바 | 2022–23   | 러시아 프리미어리그 | 22   | 1    | 10   | 0  | -    | -    | -    | -    | 32   | 1    |
| CSKA 모스크바 | 2023–24   | 러시아 프리미어리그 | 13   | 0    | 5    | 0  | —    | —    | 1    | 0    | 19   | 0    |
| CSKA 모스크바 | 합계      | 합계                | 235  | 4    | 39   | 0  | 43   | 1    | 5    | 0    | 322  | 5    |
| 경력 합계     | 경력 합계 | 경력 합계           | 299  | 4    | 52   | 0  | 47   | 1    | 5    | 0    | 403  | 5    |

1. ↑  챔피언스리그 출전 기록 없음, 유로파리그 4경기 출장 기록
2. 1 2 3 4 5 6 7  러시아 슈퍼컵 출장 경기 기록
3. ↑  챔피언스리그 4경기, 유로파리그 4경기 출장 기록
4. 1 2 3  유로파리그 출장 경기 기록
5. 1 2 3 4 5  챔피언스리그 출장 경기 기록
6. ↑  챔피언스리그 2경기, 유로파리그 4경기 출장 1골 기록

### 국가대표팀
2019년 3월 21일 기준
| 국가대표팀 | 연도 | 출장 | 골 |
| ---------- | ---- | ---- | -- |
| 러시아     | 2012 | 1    | 0  |
| 러시아     | 2013 | 1    | 0  |
| 러시아     | 2014 | 0    | 0  |
| 러시아     | 2015 | 0    | 0  |
| 러시아     | 2016 | 0    | 0  |
| 러시아     | 2017 | 0    | 0  |
| 러시아     | 2018 | 2    | 0  |
| 러시아     | 2019 | 1    | 0  |
| 합계       | 합계 | 5    | 0  |

## 수상
CSKA 모스크바
- 러시아 프리미어리그: 2012–13, 2013–14, 2015–16
- 러시아 컵: 2010–11, 2012–13, 2022–23[11]
- 러시아 슈퍼컵: 2013, 2014, 2018[12]